# Parti communiste (1919)
Le Parti communiste  est une organisation politique fondée en mai 1919 sous l'impulsion de Raymond Péricat, secrétaire du Comité de défense syndicaliste (CDS) au sein de la CGT. Éphémère parti politique, il disparaît en mars 1921.

## Histoire
En 1918, la Première Guerre mondiale fait rage en Europe. Sur le territoire de la République française, l'Union sacrée, qui s'est formée durant les premiers jours du conflit mondial, doit faire face à des actions d'opposition à la guerre menées par divers groupes pacifistes. Parmi ceux-ci, se distingue une fraction minoritaire du syndicat CGT : le comité de Défense syndicale (CDS). Le CDS, que dirige, depuis mai 1917, le syndicaliste Raymond Péricat,, organise et entretient des grèves, et, porté par le souffle de la révolution russe, se prépare à donner une issue révolutionnaire à l'agitation ouvrière,. 
Lorsque, fin 1918, la guerre prend fin, le CDS se remobilise pour mettre l'appareil syndical auquel il appartient au service de son projet révolutionnaire. La IIIe Internationale, créée en mars 1919, encourage Péricart à fonder, le 30 mai 1919, une section française de cette instance : le Parti communiste . Sa publication, Le Communiste, créée par son secrétaire général Jacques Sigrand, se proclamait « Organe Officiel du Parti Communiste et des SOVIETS  adhérant à la Section Française de la IIIe Internationale de Moscou, des Conseils Ouvriers, de Paysans et de Soldats ». Il est organisé en soviets et en compte 32, concentrés dans la région parisienne.  
Ce premier Parti communiste est proche à la fois de l'ultra-gauche marxiste et de l'anarchisme Raymond Péricat invite d'ailleurs les collaborateurs du Libertaire à y adhérer.
Ce rassemblement d’« ultra gauche » a alors une orientation assez éloignée des thèses bolcheviques. Il refuse la discipline imposée dans les partis politiques classiques et s’interdit de présenter des candidats aux élections.  
Il est cependant traversé par des oppositions fortes, d'orientations et de personnes. Ainsi, en novembre, le secrétaire général Sigrand est contraint à la démission. Celui-ci recrée un parti communiste en février 1920 ou relance le précédent moribond, selon les sources ,, qui revendique environ 300 membres, mais disparaîtrait en septembre . 
La majorité de ce PC devient, sous l’impulsion de ses éléments libertaires, majoritaires, la Fédération communiste des soviets (FCS) en décembre 1919. Celle-ci est co-dirigée par Marius Hanot et Alexandre Lebourg. Des collaborateurs réguliers du Libertaire adhèrent à l’une ou l’autre de ces organisations en même temps qu’à la Fédération anarchiste.
Le premier PC est auto-dissout en mars 1921, pour devenir un groupe d’études, après une série de scissions et de dissensions internes .
Le Parti communiste français, né en 1920 au congrès de Tours, va faire le chemin inverse en se débarrassant des éléments ultra-gauche, anarchisants ou des syndicalistes révolutionnaires.